# Wyższe Seminarium Duchowne w Łodzi
Wyższe Seminarium Duchowne w Łodzi – seminarium duchowne archidiecezji łódzkiej Kościoła rzymskokatolickiego, znajdujące się przy ul. św. Stanisława 14 w Łodzi.

## Historia
10 grudnia 1920 papież Benedykt XV powołał do życia diecezję łódzką, co stworzyło potrzebę uruchomienia w Łodzi seminarium duchownego. Nowa diecezja liczyła wtedy tylko 125 kapłanów, stąd należało jak najszybciej utworzyć w niej zakład wychowawczo-naukowy, który będzie kształcił przyszłych księży.
Na lokum przyszłego seminarium duchownego wybrano jednopiętrowy murowany budynek szpitala miejskiego, zaprojektowany przez architekta, Henryka Marconiego, a wzniesiony w latach 1842–1845 na tyłach Placu Fabrycznego (współcześnie Plac Katedralny) frontem do ulicy Piotrkowskiej.
10 czerwca 1921 władze miejskie formalnie użyczyły diecezji łódzkiej gmach przy ul. Placowej 14 z przeznaczeniem dla prowadzenia tam szkoły (szpital przeniesiono na ul. Aleksandrowską). Kilka miesięcy później, 9 sierpnia został wydany dekret erygujący łódzkie seminarium duchowne, obierając jego patronem św. Stanisława Kostkę. Pierwszym rektorem seminarium ustanowiono ks. Jana Krajewskiego.

## Kalendarium
- 10 czerwca 1921 – użyczenie przez władze miejskie diecezji łódzkiej gmachu przy ul. Placowej 14
- 9 sierpnia 1921 – dekret erygujący łódzkie seminarium duchowne
- 1922 – posługę w seminarium rozpoczęło Zgromadzenie Sióstr Służebniczek NMP
- 1925–1926 – rozbudowa gmachu seminarium o drugie i trzecie piętro, uwieńczona 3 października 1926 uroczystym poświęceniem przez metropolitę warszawskiego arcybiskupa Aleksandra Kakowskiego
- 1928 – pierwszy łódzki ordynariusz – biskup Wincenty Tymieniecki ogłosił św. Teresę z Lisieux patronką miejscowego seminarium
- czerwiec 1930 – diecezja łódzka wykupiła od miasta budynek seminarium i otaczający go plac.
- 1 lipca 1935 – poświęcenie i otwarcie domu wypoczynkowego dla alumnów seminarium, utworzonego w podłódzkim Szczawinie
- 1937–1938 – poczyniono kolejną rozbudowę seminarium o nowe trzypiętrowe skrzydło od strony seminaryjnego ogrodu.
- 1938 – Ministerstwo Wyznań Religijnych i Oświecenia Publicznego nadało łódzkiemu seminarium status wyższej uczelni; ówczesny ordynariusz, bp Włodzimierz Jasiński (wcześniejszy rektor tejże uczelni), zatwierdził statut i regulamin seminarium
- 25 listopada 1939 – hitlerowcy usunęli z gmachu rektora, profesorów i alumnów, grabiąc całe mienie, a seminarium zostało przeniesione do Szczawina, które jednak gestapo zamknęło 28 lutego 1940. Od tego czasu łódzcy klerycy kontynuowali naukę w seminariach w Sandomierzu i Kielcach
- 1 września 1945 – seminarium wznowiło działalność. Wobec chwilowego zajęcia gmachu przy ul. Stanisława 14 przez Szkołę Oficerską Milicji Obywatelskiej, seminarium tymczasowo mieściło się w budynku kurii przy ul. Skorupki 1, ale 23 grudnia 1947 władze państwowe zwróciły uczelni jej pierwotny gmach, do którego seminarium przeniesiono w lutym 1948
- 1947 – przy łódzkim wyższym seminarium, swą działalność rozpoczęło Niższe Seminarium Duchowne, które funkcjonowało przez okres kolejnych 10 lat
- 1950 – odbyły się pierwsze po wojnie święcenia kapłańskie w diecezji łódzkiej
- 6 listopada 1956 – seminarium odwiedził prymas Polski kardynał Stefan Wyszyński
- 1982–1986 – dokonano kolejnej rozbudowy gmachu seminarium (o sale wykładowe, bibliotekę, czytelnię, aulę i salę gimnastyczną)
- 1984 – odbyły się pierwsze obrony prac magisterskich łódzkich kleryków na KUL-u
- 1988 – swą działalność rozpoczęła łódzka filia Akademii Teologii Katolickiej, która zaowocowało obronami prac magisterskich w 1990
- 21–23 czerwca 1991 – w gmachu seminarium obradowała 248. Konferencja Plenarna Episkopatu Polski.
- 20 września 1992 – ukazał się pierwszy numer Łódzkich Studiów Teologicznych, rocznika naukowego, który redaguje zarząd seminarium
- grudzień 1993 – rozpoczęto wydawanie kleryckiego czasopisma Biuletyn Seminaryjny
- czerwiec 1995 – pożar w starej części budynku seminarium
- 7–8 grudnia 1995 – nawiedzenie seminarium przez mozaikowy obraz Matki Boskiej Watykańskiej
- 21 listopada 1996 – poświęcenie nowego oratorium przez arcybiskupa Władysława Ziółka
- 19 listopada 1998 – poświęcenie odnowionej kaplicy seminaryjnej
- styczeń – czerwiec 2000 – remont auli seminaryjnej
- 13–24 września 2003 – z okazji 25. lecia pontyfikatu Jana Pawła II wspólnota seminaryjna udała się na pielgrzymkę do Rzymu
- 3 czerwca 2005 – poświęcenie gruntownie odnowionego i zmodernizowanego budynku seminarium
- wrzesień 2005 – rozpoczęcie posługi w seminarium przez Zgromadzenie Sióstr Karmelitanek Dzieciątka Jezus, które przejęły swą pracę po siostrach Służebniczkach
- 11 marca 2006 – poświęcenie odnowionej kaplicy seminaryjnej
- wrzesień 2018 – wprowadzenie roku propedeutycznego[4]
- wrzesień 2019 – rozpoczęcie posługi w seminarium przez Zgromadzenie Sióstr Najświętszej Rodziny z Nazaretu, które przejęły swą pracę po siostrach karmelitankach

## Liczba alumnów i wyświęconych
| Rok akademicki | Liczba alumnów | Wyświęceni |
| 1921/22        | 57             | 4          |
| 1922/23        | 68             | 5          |
| 1923/24        | 81             | 11         |
| 1924/25        | 93             | 8          |
| 1925/26        | 101            | 15         |
| 1926/27        | 106            | 15         |
| 1927/28        | 109            | 9          |
| 1928/29        | 119            | 10         |
| 1929/30        | 129            | 33         |
| 1930/31        | 109            | 25         |
| 1931/32        | 113            | 19         |
| 1932/33        | 82             | 8          |
| 1933/34        | 88             | 15         |
| 1934/35        | 87             | 10         |
| 1935/36        | 81             | 12         |
| 1936/37        | 68             | 16         |
| 1937/38        | 49             | 15         |
| 1938/39        | 39             | 12         |
| 1939/40        | 37             | 4          |
| 1940/41        | –              | 2          |
| 1941/42        | –              | 1          |
| 1943/44        | –              | 2          |
| 1944/45        | –              | 2          |
| 1946/47        | 6              | 2          |
| 1947/48        | ?              | 1          |
| 1948/49        | ?              | 1          |
| 1949/50        | ?              | 7          |
| 1950/51        | ?              | 11         |
| 1951/52        | ?              | 13         |
| 1952/53        | ?              | 11         |
| 1953/54        | ?              | 12         |
| 1954/55        | ?              | 18         |
| 1955/56        | ?              | 26         |
| 1956/57        | 108            | 29         |
| 1957/58        | ?              | 19         |
| 1958/59        | ?              | 18         |
| 1959/60        | ?              | 11         |
| 1960/61        | ?              | 20         |
| 1961/62        | ?              | 10         |
| 1962/63        | ?              | 8          |
| 1963/64        | ?              | 9          |
| 1964/65        | ?              | 10         |
| 1965/66        | ?              | 15         |
| 1966/67        | 65             | 4          |
| 1967/68        | ?              | 7          |
| 1968/69        | ?              | 6          |
| 1969/70        | ?              | 10         |
| 1970/71        | ?              | 11         |
| 1971/72        | ?              | 13         |
| 1972/73        | ?              | 11         |
| 1973/74        | ?              | 22         |
| 1974/75        | ?              | 8          |
| 1975/76        | ?              | 10         |
| 1976/77        | 75             | 5          |
| 1977/78        | ?              | 9          |
| 1978/79        | ?              | 15         |
| 1979/80        | ?              | 14         |
| 1980/81        | ?              | 6          |
| 1981/82        | ?              | 9          |
| 1982/83        | ?              | 9          |
| 1983/84        | ?              | 28         |
| 1984/85        | ?              | 16         |
| 1985/86        | ?              | 16         |
| 1986/87        | 135            | 15         |
| 1987/88        | ?              | 26         |
| 1988/89        | ?              | 19         |
| 1989/90        | ?              | 19         |
| 1990/91        | ?              | 20         |
| 1991/92        | ?              | 17         |
| 1992/93        | ?              | 13         |
| 1993/94        | ?              | 23         |
| 1994/95        | ?              | 11         |
| 1995/96        | ?              | 21         |
| 1996/97        | ?              | 14         |
| 1997/98        | ?              | 8          |
| 1998/99        | ?              | 8          |
| 1999/2000      | ?              | 8          |
| 2000/01        | ?              | 15         |
| 2001/02        | ?              | 11         |
| 2002/03        | ?              | 5          |
| 2003/04        | ?              | 12         |
| 2004/05        | ?              | 13         |
| 2005/06        | ?              | 9          |
| 2006/07        | 82             | 8          |
| 2007/08        | ?              | 10         |
| 2008/09        | ?              | 9          |
| 2009/10        | ?              | 16         |
| -------------- | -------------- | ---------- |

Powyższe dane stanowią stan na koniec roku akademickiego.

## Poczet rektorów
- 9 sierpnia 1921 – 31 sierpnia 1926: ks. Jan Krajewski
- 1 września 1926 – 30 września 1930: ks. Włodzimierz Jasiński (następnie ordynariusz diecezji łódzkiej)
- 1 października – 12 października 1930: ks. Jan Krajewski
- 13 października 1930 – 21 sierpnia 1932: ks. Ferdynand Jacobi
- 22 sierpnia 1932 – 28 lutego 1940: ks. Józef Dzioba
- 19 lutego 1947 – 5 sierpnia 1976: ks. Antoni Woroniecki
- 6 sierpnia 1976 – 31 lipca 1979: ks. Kazimierz Gabryel
- 1 sierpnia 1979 – 7 października 1981: ks. Eugeniusz Szewc
- 8 października 1981 – 15 sierpnia 1988: ks. Stanisław Grad
- 16 sierpnia 1988 – 30 sierpnia 1993: ks. bp Adam Lepa
- 31 sierpnia 1993 – 26 czerwca 2000: ks. Ireneusz Pękalski (obecnie biskup pomocniczy archidiecezji łódzkiej)
- 27 czerwca 2000 – 14 sierpnia 2013: ks. Janusz Lewandowicz
- 15 sierpnia 2013 – 1 lipca 2015: ks. Marek Marczak (obecnie biskup pomocniczy archidiecezji łódzkiej)
- 1 lipca 2015 – 25 czerwca 2018: ks. Jarosław Pater
- 25 czerwca 2018 – 18 czerwca 2024: ks. Sławomir Sosnowski[5]
- od 18 czerwca 2024: ks. Tomasz Liszewski(inne języki)[6]

## Wykładowcy
- Paweł Tochowicz